# Districte d'Almora
El districte d'Almora és una divisió administrativa de l'estat d'Uttarakhand, a la divisió de Kumaun. La capital és Almora. El parc Nacional de Corbett a la zona muntanyosa dels districtes de Nainital i Pauri Garhwal, veïns d'Almora, fou establert el 1936 i va ser el primer de l'Índia. El va declarar el governador Sir Malcom Hailey i fou anomenat Hailey National Park. El 1948 fou reanomenat Ramganga National Park i el 1957, Corbett National Park en honor del fotògraf Jim Corbett que va ajudar a la demarcació. El riu principal és el Gori. És territori muntanyós amb nombrosos cims de més de sis mil metres:
- Nanda Devi 	 	7820
- Kamet 	7758
- Nanda Devi Oriental 	7430
- Chaukhamba 	 	7140
- Trishul 	 	7120
- Trishuli North Occidental 7036
- Panch Chuli 	 	6905
- Nanda Kot 	 	6860
- Mrigthuni 	 	6856
- Trishul East 	 	6817
- Maiktoli 	 	6804
- Trishuli 	 	6691
- Deo Damla 	 	6637
- Nanda Khat 	 	6612
- NilKhantha 	 	6597
- Nord-est de Panchchuli 	6468
- Panchchuli V 	 	6439
- Panchchuli IV 	 	6335
- Panchchuli III 	 	6314
- Nandaghunti (Nandakna) 		6310
- Trishul III 	 	6171

## Història
Un viatger xinès del segle VII descriu un regne anomenat Brahmaputra que ocupava tota la zona i amb organització matriarcal. Més tard el país pertanyia als reis Katyuri amb capital a Baijnath a la vall de Katyur. El rei Bai Chaldeo va donar la major part d'aquest territori a Gujrati Brahmin Sri Chand Tiwari vers el segle x. El rei Som Chand es va establir a Champawat al Kali Kumaun. El 1563 els Chand havien obtingut el domini sobre tots els caps locals i els darrers descendents del Katyuris i Raja Kalyan Chand va establir la capital a la ciutat d'Almora, fundada el 1568 que inicialment es va dir Rajapur o Rajpur. El seu fill Rudra Chand, contemporani d'Akbar el Gran, es va declarar vassall de l'emperador a Lahore el 1587. L'Imperi Mogol mai va tenir autoritat efectiva a la zona. El 1744 Ali Muhammad Khan Rohilla, va enviar un exèrcit a envair el territori de Kumaun i els Chand no van poder resistir; Almora va caure en mans dels rohilla que hi van romandre set mesos i van destruir temples i escultures; a causa del clima hostil, els rohilla, després d'obtenir un pagament, van sortir del país, però Ali Muhammad Khan Rohilla no va aprovar la gestió dels seus lloctinents i va tornar a enviar a l'exèrcit al cap de tres mesos (1745); llavors foren derrotats a l'entrada de les muntanyes, prop de Barakheri, i ja no ho van tornar a provar. El raja va mantenir el reconeixement de la sobirania de l'imperi per evitar altres invasions, però lluites civils els van fer perdre tota la plana en els següents trenta anys excepte Bhabar.
A la meitat del segle xviii els gurkhes dirigits per Prithwi Narayan, s'havien apoderat de la major part del Nepal i el 1790 van decidir atacar Kumaun: van travessar el riu Kali i van avançar cap a Almora. El raja chand va fugir a les planes i el seu territori fou incorporat als dominis gurkhes. Els gurkhes van governar durant 24 anys de manera opressiva i cruel. Al començament del segle xix els gurkhes de Nepal van fer expedicions contra territoris britànics properes al Himalaia i els britànics van decidir arrabassar Kumaun als gurkhes el desembre de 1814, quan ja no hi havia cap hereu legítim dels chand. Harak Deo Joshi, ministre del darrer raja legítim, es va posar al seu costat i el gener de 1815 es va iniciar l'expedició amb 4500 soldats. El coronel Nicholls va ocupar Almora el 26 d'abril de 1815. Un dels caps gurkhes, Chandra Bahadur Sah, va demanar la treva i va oferir l'evacuació de Kumaun. El tinent coronel Gardner es va entrevistar amb Bam Sah, comandant gurkha a Almora, i es va acordar l'evacuació de tot el país i de les fortaleses a través del Kali, amb les seves armes, i els britànics donarien els transports. El mateix dia, com a prova de bona voluntat, el fort de Lalmandi (després Fort Moira) es va entregar als britànics i es va alliberar al capità Hearsey, presoner dels gurkhes; aquestos foren escoltats pel riu Kali, i els britànics van prendre possessió de Kumaun i Garhwal.
Sota domini britànic va formar part del districte de Kumaun (el 1837 es va separar Garhwal i el 1850 el Bhabar) fins al 1891 quan es van formar els districtes d'Almora i Nainital (a aquest es van afegir les subdivisions veïnes de Tarai i Kashipur); el districte d'Almora tenia els següents límits: al nord el Tibet; a l'est el riu Kali que el separava de Nepal; al sud el districte de Nainital; i al nord-oest el districte de Garhwal (els districtes de Pithoragarh al nord-est, Chamoli al nord, Bageshwar al nord, i Champawat a l'est, foren modernament segregats d'aquest districte). El districte tenia 4.928 pobles, però només dues viles. La població el 1901 era de 465.893 habitants; fou dividit en dos tahsils: Almora i Champawat (amb capitals a les ciutats del mateix nom) i la capital es va fixar a Almora. La població era hindú en un 99% amb una baixa densitat. El dialecte local era el kumauni, però es parlava bhòtia i llengües tribals. Les castes eren els rajputs o kshattri, brahmans i doms; entre les tribus els bhòties. El 92% de la població vivia de l'agricultura el 1901. Escassetats van afectar el territori el 1838 i 1867 quan encara no era districte. El 1896 la part occidental del districte va patir una lleu escassetat. Inundacions es van produir el 1840 i 1880 quan encara no era districte. L'única municipalitat del districte era Almora i la segona ciutat era Ranikhet. El tahsil d'Almora incloïa les parganes de Johar, Danpur, Chaugarkha, Gangoli, Barahmandal, Phaldakot, i Pali Pachhaun, amb una superfície de 8.195 km² i una població de 343.870 habitants el 1901 (3.466 pobles).